# FSCN3
Fascin-3 también conocida como testis fascin es una proteína que en humanos está codificada por el gen FSCN3.